# Brian Hayes

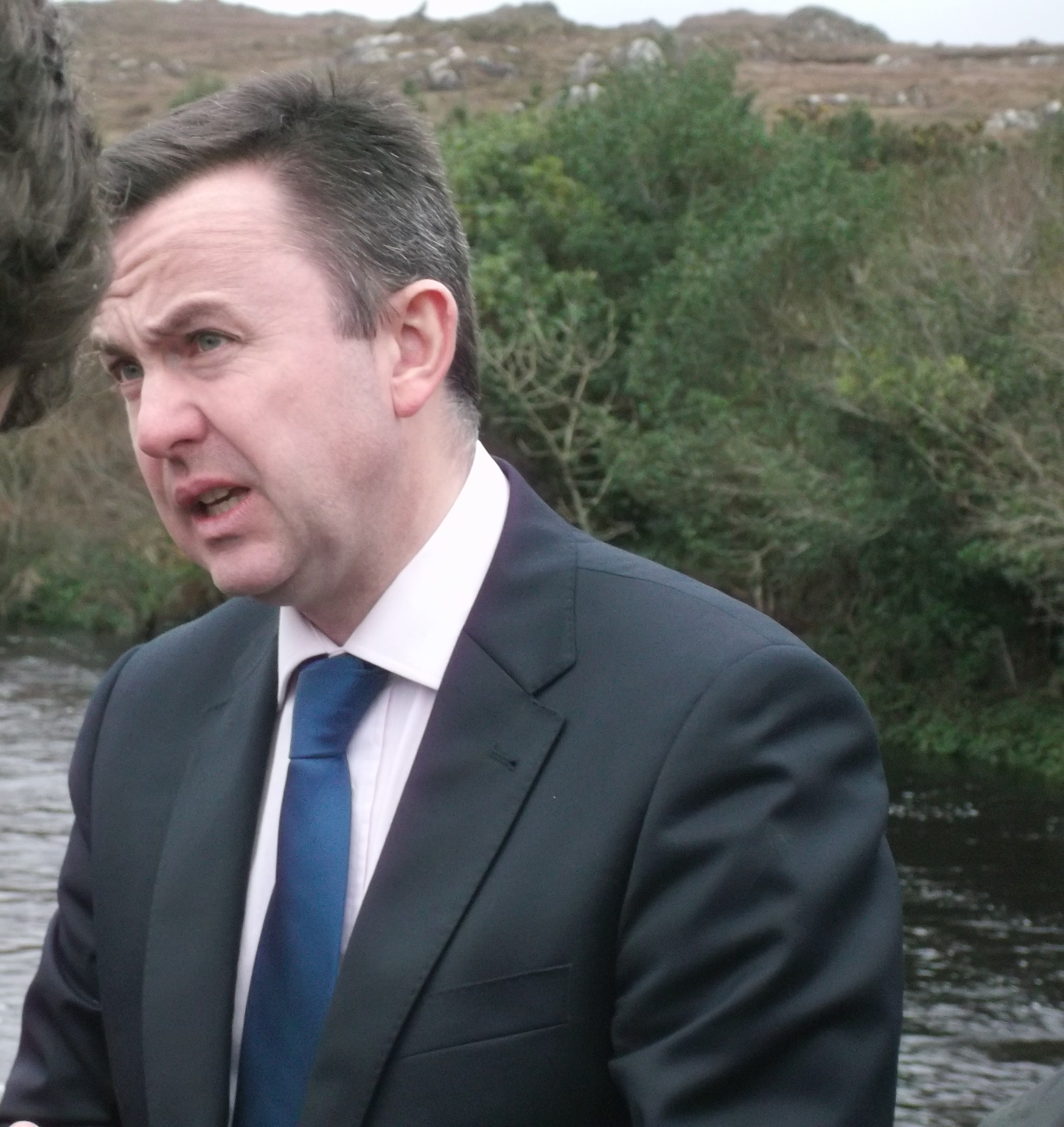
Brian Hayes

Brian Hayes (* 23. August 1969 in Dublin) ist ein ehemaliger irischer Politiker der Fine Gael. Er war Teachta Dála, Mitglied des Europäischen Parlaments, Senator und Staatsminister.

## Leben
Hayes besuchte das St. Patrick’s College in Maynooth und studierte am Trinity College Dublin.
Ab 1995 war er Mitglied im irischen Oberhaus Seanad Éireann, bis er 1997 als Abgeordneter (Teachta Dála) des irischen Unterhauses Dáil Éireann gewählt wurde. Nach einer Wahlperiode wurde Hayes 2002 erneut Senator und zugleich Oppositionsführer, was er bis 2007 blieb, als er wieder ins Unterhaus gewählt wurde, dem er bis 2014 angehörte.
In der Regierung Kenny I war er vom 11. März 2011 bis zum 23. Mai 2014 Staatsminister im Ministerium für öffentliche Ausgaben und die Reform des öffentlichen Dienstes sowie zusätzlich ab dem 18. Oktober 2011 Staatsminister im Finanzministerium. 
Bei der Europawahl 2014 wurde Hayes für den Wahlkreis Dublin gewählt und gehörte seitdem der EVP-Fraktion an. Dort war er Mitglied im Ausschuss für Wirtschaft und Währung und Stellvertretender Vorsitzender in der Delegation für die Beziehungen zu Irak. 2019 trat er nicht wieder an und zog sich aus der Politik zurück.